# 開禧曆
《開禧曆》，是中国古代曆法，南宋使用的第七部历法，屬於陰陽曆。
宋宁宗开禧三年（1207年），鲍澣之修成。从开禧四年（1208年）颁布施行。岁实（回归年）为{\displaystyle 365{\frac {4108}{16900}}}=365.24307692日，朔策（朔望月）为{\displaystyle 29{\frac {8967}{16900}}}=29.53059171日，岁差约为六十七年多差一度。《開禧曆》上元甲子距开禧三年（1207年）丁卯积7848183岁。《宋史》没有记载《開禧曆》上元冬至宿度，也没有记载冬至日躔所在。《中兴天文》称：“开禧占测冬至，巳在箕宿。”《開禧曆》墨守何承天之法，不知岁实有减少之势，在制订此历时反倒是增加岁实。取法的近点月日数太强，惟交点月日数稍密近，步五星也精切。精确不如《統天曆》。宋理宗淳祐十一年（1251年），被《淳祐曆》取代。